# Sopwith Triplane
Sopwith Triplane — винищувач — триплан ВПС Великої Британії часів Першої світової війни. Літак успішно використовувався з початку 1917, поки не був замінений випущеним в кінці 1917 року біпланом Sopwith Camel, після чого використовувався для навчання пілотів  .

## Експлуатанти
- Велика Британія
- Франція[1]
- Греція[1]
- США
- Росія,  СРСР[1]

## Тактико-технічні характеристики
Технічні характеристики
- Екіпаж: 1
- Довжина: 5,73 м (18 футів 10 дюймів)
- Розмах крила: 8 м (26 футів 6 дюймів)
- Висота: 3,2 м (10 футів 6 дюймів)
- Площа крила: 21,46 м² (231 футів²)
- Маса пустого: 500 кг (1101 фунтів)
- Максимальна злітна маса: 700 кг (1541 фунтів)
- Силова установка: 1 × Clerget 9B, 9-циліндровий ротативний двигун)
- Потужність двигунів: 1 × 130 к.с. (1 × 97 кВт)

Літні характеристики
- Максимальна швидкість: 187 км/г
- Крейсерська швидкість: 116 км/г
- Практична дальність: 450 км
- Час в польоті: 2 години 45 хвилин
- Практична стеля: 6250 м
- Навантаження на крило: 29,92 кг/м² (6,13 фунтів/фут²)

Озброєння
- Стрілково-гарматне: 1 × .303 British Vickers